# Calluga elaeopa
Calluga elaeopa är en fjärilsart som beskrevs av Turner 1908. Calluga elaeopa ingår i släktet Calluga och familjen mätare. Inga underarter finns listade i Catalogue of Life.